# Hesperoptenus blanfordi
Hesperoptenus blanfordi é uma espécie de morcego da família Vespertilionidae. Pode ser encontrado no sudeste de Mianmar, Tailândia, Camboja, Laos, Malásia peninsular e na ilha do Bornéu (Sabah, Sarawak, Kalimantan e Brunei).